# Internationaler Preis für Biologie
Der Internationale Preis für Biologie (jap. 国際生物学賞, Kokusai Seibutsugaku-shō) wird seit 1985 von der „Japanischen Gesellschaft zur Förderung der Wissenschaft“ (Nihon Gakujutsu Shinkōkai, engl. Japan Society for the Promotion of Science), eine dem Wissenschaftsministerium zugeordnete Selbstverwaltungskörperschaft, alljährlich an einen internationalen Biologen verliehen. Er ist mit 10 Millionen Yen dotiert.

## Preisträger
- 1985 Edred John Henry Corner, University of Cambridge, Vereinigtes Königreich
- 1986 Peter H. Raven, Missouri Botanical Garden, USA
- 1987 John B. Gurdon, University of Cambridge, Vereinigtes Königreich
- 1988 Motoo Kimura, National Institute of Genetics, Japan
- 1989 Eric Denton, Plymouth, Vereinigtes Königreich
- 1990 Masakazu Konishi, California Institute of Technology, USA
- 1991 Marshall Davidson Hatch, CSIRO, Australien
- 1992 Knut Schmidt-Nielsen, Duke University, USA
- 1993 Edward O. Wilson, Harvard University, USA
- 1994 Ernst Mayr, Harvard University, USA
- 1995 Ian Read Gibbons, University of Hawaii, USA
- 1996 Ryūzō Yanagimachi, University of Hawaii, USA
- 1997 Elliot Meyerowitz, California Institute of Technology, USA
- 1998 Otto Thomas Solbrig, Harvard University, USA
- 1999 Setsuro Ebashi, University of Tokyo and National Institute for Physiological Sciences, Japan
- 2000 Seymour Benzer, California Institute of Technology, USA
- 2001 Harry Blackmore Whittington, University of Cambridge, Vereinigtes Königreich
- 2002 Masatoshi Nei, Pennsylvania State University, USA
- 2003 Shinya Inoué, Marine Biological Laboratory, Woods Hole, USA
- 2004 Thomas Cavalier-Smith, University of Oxford, Vereinigtes Königreich
- 2005 Nam-Hai Chua, Rockefeller University, USA
- 2006 Serge Daan, Reichsuniversität Groningen, Niederlande
- 2007 David S. Hogness, Stanford University School of Medicine, USA
- 2008 David Tilman, University of Minnesota, USA
- 2009 Winslow Russell Briggs, Carnegie Institution of Washington, USA
- 2010 Nancy Ann Moran, Yale University, USA
- 2011 Eric Harris Davidson, California Institute of Technology, USA
- 2012 Joseph Altman, Purdue University, USA
- 2013 Joseph Felsenstein, University of Washington, USA
- 2014 Peter Crane, Yale University, USA
- 2015 Yoshinori Ohsumi, Tōkyō Kōgyō Daigaku, Japan
- 2016 Stephen P. Hubbell, University of California, Los Angeles, USA
- 2017 Rita Rossi Colwell, University of Maryland, USA
- 2018 Andrew Herbert Knoll, Harvard University, USA
- 2019 Naomi Ellen Pierce, Harvard University, USA
- 2020 Shinozaki Kazuo, RIKEN Center for Sustainable Resource Science, Japan
- 2021 Timothy Douglas White, University of California at Berkeley, USA
- 2022 Tsukamoto Katsumi, Universität Tokio, Japan
- 2023 Richard Durbin, University of Cambridge, Vereinigtes Königreich
- 2024 Angelika Brandt, Senckenberg Forschungsinstitut und Naturmuseum Frankfurt, Deutschland